# Stefan Guay
Stefan Guay (ur. 19 marca 1986 w Montrealu) – kanadyjski narciarz alpejski, trzykrotny medalista mistrzostw świata juniorów.

## Kariera
Po raz pierwszy na arenie międzynarodowej Stefan Guay pojawił się 16 stycznia 2002 roku, kiedy w zawodach FIS Race w gigancie w Georgian Peaks zajął piętnaste miejsce. W 2004 roku wystartował na mistrzostwach świata juniorów w Marborze, gdzie jego najlepszym wynikiem było 35. miejsce w supergigancie. Na rozgrywanych rok później mistrzostwach świata juniorów w Bardonecchii zdobył brązowy medal w gigancie, przegrywając tylko z dwoma Austriakami: Michaelem Gmeinerem i Florianem Scheiberem. Ostatnie sukcesy w tej kategorii wiekowej osiągnął podczas mistrzostw świata juniorów w Québecu, gdzie zwyciężył w gigancie, a w zjeździe był trzeci. Przegrał tam tylko z Christopherem Beckmannem z USA i Austriakiem Romedem Baumannem. 
W zawodach Pucharu Świata zadebiutował 16 grudnia 2005 roku w Val Gardena, gdzie nie ukończył supergiganta. Pierwsze pucharowe punkty zdobył 26 listopada 2006 roku w Lake Louise, zajmując 26. miejsce w tej samej konkurencji. Nigdy nie stanął na podium zawodów pucharowych; nigdy więcej nie zdobył także punktów. Najlepsze wyniki osiągał w sezonie 2006/2007, kiedy zajął 139. miejsce w klasyfikacji generalnej. Nigdy nie wystartował na mistrzostwach świata ani igrzyskach olimpijskich. W 2009 roku odniósł kontuzję kolana i zakończył karierę. Od 2012 roku jest jednym z trenerów reprezentacji Kanady.
Jego starszy brat, Erik Guay również został narciarzem.

## Osiągnięcia

### Mistrzostwa świata juniorów
| Miejsce | Dzień     | Rok  | Miejscowość  | Konkurencja | Czas biegu | Strata | Zwycięzca            |
| ------- | --------- | ---- | ------------ | ----------- | ---------- | ------ | -------------------- |
| 48.     | 10 lutego | 2004 | Maribor      | Zjazd       | 1:09,61    | +2,31  | Romed Baumann        |
| 35.     | 12 lutego | 2004 | Maribor      | Supergigant | 1:17,49    | +2,79  | Hans Olsson          |
| DNF1    | 13 lutego | 2004 | Maribor      | Gigant      | 2:17,40    | -      | Jeffrey Harrison     |
| 20.     | 23 lutego | 2005 | Bardonecchia | Zjazd       | 1:25,58    | +1,24  | Rok Perko            |
| 3.      | 25 lutego | 2005 | Bardonecchia | Supergigant | 1:25,20    | +0,57  | Michael Gmeiner      |
| 3.      | 2 marca   | 2006 | Québec       | Zjazd       | 1:27,26    | +0,33  | Christopher Beckmann |
| DNF     | 4 marca   | 2006 | Québec       | Supergigant | 1:11,81    | -      | Michael Sablatnik    |
| DNF1    | 5 marca   | 2006 | Québec       | Slalom      | 1:32,98    | -      | Mikkel Bjørge        |
| 1.      | 6 marca   | 2006 | Québec       | Gigant      | 2:20,50    | -      | -                    |

### Puchar Świata

#### Miejsca w klasyfikacji generalnej
- sezon 2005/2006: -
- sezon 2006/2007: 139.
- sezon 2008/2009: -

#### Miejsca na podium w zawodach
Guay nigdy nie stanął na podium zawodów PŚ.